# Alfred Bohrmann
| Odkryte planetoidy: 9 | Odkryte planetoidy: 9 |
| --------------------- | --------------------- |
| (1455) Mitchella      | 5 czerwca 1937        |
| (1470) Carla          | 17 września 1938      |
| (1531) Hartmut        | 17 września 1938      |
| (1733) Silke          | 19 lutego 1938        |
| (1998) Titius         | 24 lutego 1938        |
| (2016) Heinemann      | 18 września 1938      |
| (2226) Cunitza        | 26 sierpnia 1936      |
| (2350) von Lüde       | 6 lutego 1938         |
| (2665) Schrutka       | 24 lutego 1938        |

Alfred Bohrmann (ur. 28 lutego 1904, zm. 4 stycznia 2000) – astronom niemiecki.
W 1927 uzyskał stopień doktora na Uniwersytecie w Heidelbergu.
Odkrył 9 planetoid. Asteroida (1635) Bohrmann została nazwana jego imieniem.